# Cathédrale de la Nativité-du-Christ de Vyksa
La cathédrale de la Nativité-du-Christ (Собор Рождества Христова) est une cathédrale diocésaine de l'Église orthodoxe russe située à Vyksa en Russie dans l'oblast de Nijni Novgorod. C'est le siège de l'éparchie de Vyksa.

## Histoire
L'église de la Nativité-du-Christ a été construite en 1773 sur les fonds des frères Ivan et Andreï Rodionovitch Batachev, riches entrepreneurs de Vyska à l'origine de la création de la fonderie de la ville. Elle se trouve sur la place de la Cathédrale, près du grand étang de la Nouvelle-Vyska et est entourée de logements de l'ancienne sloboda de l'usine à hauts fourneaux. l'église est fermée à plusieurs reprises par les autorités soviétiques locales dans les années 1930. Son recteur, le P. Piotr Smolianinov, est arrêté en 1937 et envoyé en camp. Pendant la Grande Guerre patriotique, on y installe une cantine pour militaires, puis à différentes époques l'ancienne église devient écurie, garage, caserne de pompiers...
Lorsque l'État normalise ses relations avec les religions, l'église est restaurée en 1990 et rendue au culte. Les fresques murales sont réalisées en 2004. L'église devient cathédrale lorsque le diocèse de Vyska est érigé. L'évêque de Vyska, Barnabé (Baranov), y officie. La fête de dédicace de l'église est le 7 janvier (dans le calendrier grégorien et 25 décembre dans le calendrier julien) pour la Nativité et le 22 mai et 19 décembre pour la fête de Saint Nicolas, patron secondaire.
Le bâtiment a une corniche de ceinture au-dessus du premier étage, un clocher à quatre niveaux avec des croix orthodoxes et une horloge. La cathédrale possède trois autels.

## Architecture

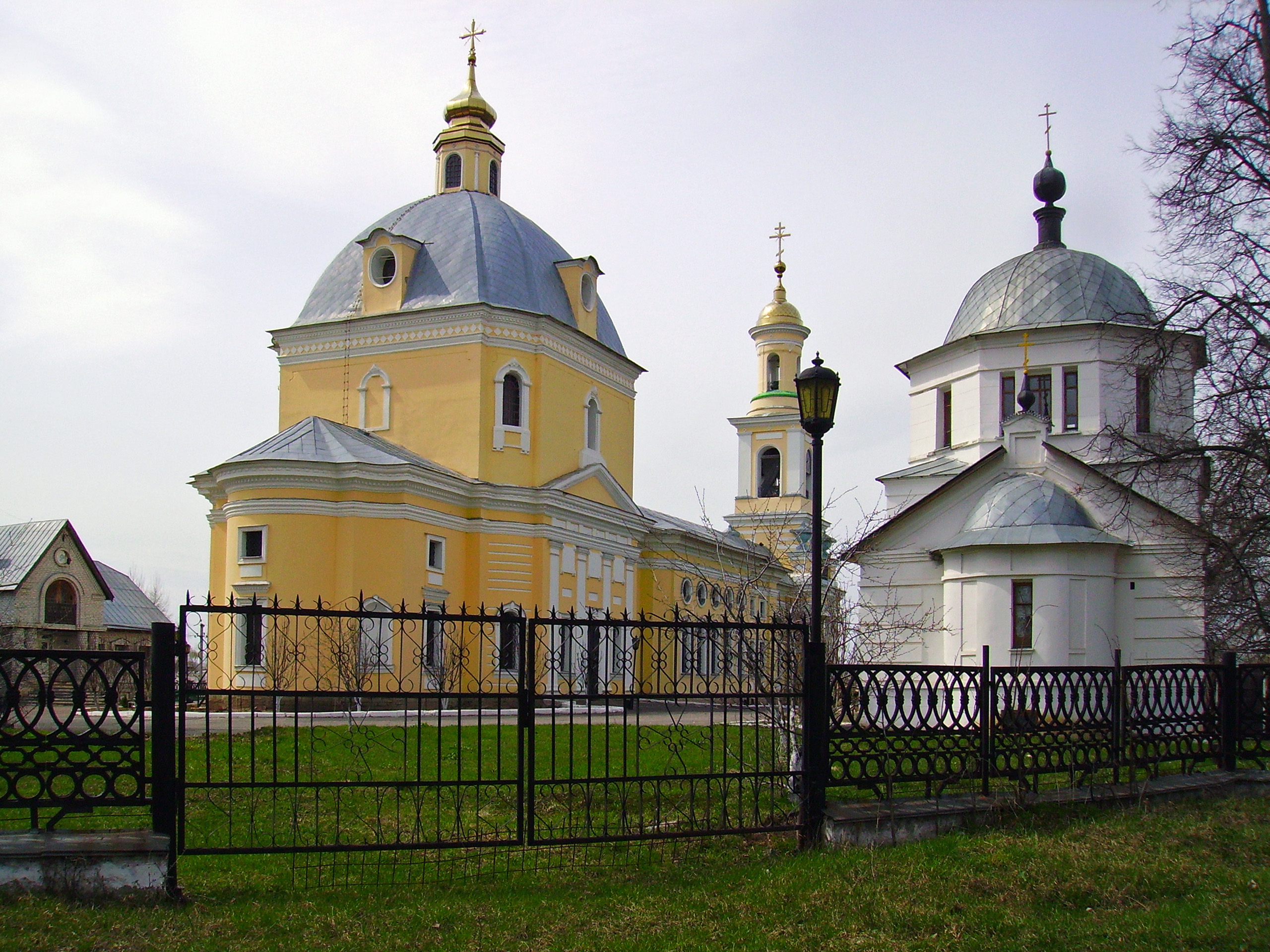
Vue arrière de la cathédrale et de l'église-baptistère.

L'église de la Nativité-du-Christ est construite sur deux niveaux en briques recouvertes de plâtre, avec des colonnes et un portique. Elle s'inspire d'un style baroque simple à la russe. Elle est peinte en jaune avec les détails ornementaux en blanc. L'étage supérieur possède des fenêtres de plein cintre, une coupole en croupe avec lucarnes, surmontée d'un petit dôme doré avec une croix. La corniche en ceinture de l'étage supérieur décore l'édifice. La cathédrale possède un clocher à quatre niveaux et des croix orthodoxes, ainsi qu'une horloge.
L'autel de droite est consacré en 1990 à Saint Nicolas; l'autel principal est consacré en 1991 à la Nativité du Christ.
Dans la partie servant d'église d'été (non chauffée), il y a deux escaliers en colimaçon en fonte menant au du premier étage. Sur la corniche se trouvent des représentations en stuc d'anges. Les sols de la partie supérieure servant d'église d'hiver (chauffée) sont en bois et ceux de l'église d'été (partie inférieure), en marbre.
La paroisse de la Nativité-du-Christ organise une école du dimanche. À côté de la cathédrale, un bâtiment de deux étages servant de centre spirituel est construit en 1993 avec un réfectoire et un musée de l'église.
Près de l'église de la Nativité-du-Christ, une église-baptistère est construite en 1999; elle est consacrée à Saint Barnabé de Gethsémani (1831-1906). Le territoire de la cathédrale et du baptistère est clôturé d'une grille de fonte ajourée fabriquée par les ouvriers de l'usine métallurgique de Vyksa.